# Massimo Antonelli (regista)
Massimo Antonelli (Asmara, 18 maggio 1942) è un regista e sceneggiatore italiano.

## Biografia
Nato in Eritrea, a due anni torna in Italia insieme ai genitori nella sua terra d'origine, il Molise. Si diploma in Agraria nel 1961 e continua quindi gli studi alla Facoltà di Scienze Biologiche all'Università "La Sapienza" di Roma. Una sera, in seguito alla proiezione del film Accattone di Pier Paolo Pasolini, decide di lasciare gli studi scientifici per dedicarsi solo al cinema.
Nel 1967 entra con una borsa di studio al Centro sperimentale di cinematografia di Roma sotto la guida di Roberto Rossellini, frequentando i seminari di Jean-Luc Godard e Louis Malle. Collabora come regista e operatore ad un film progetto, del Centro sperimentale di  cinematografia, sulle lotte operaie a Torino dal titolo La Fabbrica di Alberto Lauriello. In seguito diventa aiuto regista di Francesco Maselli nel film Lettera aperta a un giornale della sera e Roma'70 (film inedito). Collabora poi come aiuto regista a diversi lavori cinematografici.
Nel 1972 realizza il suo primo film a soggetto dal titolo Il tema di Marco, girato interamente nel ravennate, che ha come interpreti Carla Gravina e Paolo Graziosi. Il film è presentato alla Mostra internazionale d'arte cinematografica di Venezia - Sezione Stampa Estera, ottenendo il riconoscimento della targa Leone d'argento; al Festival di Avellino Cinema Sud viene premiato con il Laceno d'oro. Successivamente il film viene rielaborato dal regista che lo ripresenta con il titolo Frammenti d'amore, e nel 1974 è presente alla rassegna del cinema a "Savona ARS - Momenti del Cinema Contemporaneo Italiano".
Tra il 1973 e il 1978 Massimo Antonelli si occupa nel settore pubblicitario e documentaristico e successivamente svolge un'intensa attività di soggettista e sceneggiatore collaborando dal 1979 al 2006 con la Rai nella veste di filmaker. Dirige per la prima rete Rai uno special sul filosofo e sacerdote Antonio Rosmini dal titolo, Santa Chiara di Montefalco, introducendo la macchina da presa all'interno della clausura, un reportage sulla vita delle suore. Realizza La voce del silenzio, un ritratto lirico su suor Teresa, una badessa che esce dalla clausura per poi fondare un eremo sulle colline del Subasio, a Collepino di Spello (Eremo Della Trasfigurazione).
Produce e dirige per la terza rete Rai e per Rai DSE Viggiù, microcosmo di frontiera, film-inchiesta su un centro di frontalieri ai confini della Svizzera ed il film Padre part-time. In questo film a soggetto, sposta il problema del rapporto marito-moglie a quello di padre-figli. Nel 1987 dirige Figli dentro le mura, un film documentario sulla maternità, l'educazione e la vita familiare nel chiuso del carcere di Rebibbia, Nisida e La Giudecca. Realizza numerosi servizi e documentari per le seguenti trasmissioni: L'aquilone, Ragazzi e ragazze, Parlato semplice e Cos'è la vita. Conduce per Rai Notte una trasmissione dal titolo Nessuno è perfetto. Nel 1981 pubblica il libro fotografico Roma in botticella, con testimonianze scritte per l'occasione da Cesare Zavattini, Paolo Stoppa, Luigi Barzini, Giulietta Masina, Goffredo Petrassi, Sante Monachesi, Mario Scaccia, Alessandro Blasetti e Pasquale Festa Campanile. Tra il 1984 e il 1988 allestisce uno spettacolo teatrale al Teatro Argentina di Roma Bazar napoletano, primo esperimento al mondo di uno spettacolo teatrale recitato dai detenuti del carcere di Rebibbia di Roma.
Nel 2001 pubblica, per La Camera Verde, una raccolta di poesie dal titolo Incontri. Dal 1997 si dedica a tempo pieno all'arte concettuale come pittore e scultore.